# Langaha madagascariensis
Langaha madagascariensis Bonnaterre, 1790 è un serpente della famiglia Lamprophiidae, endemico del Madagascar.